# Campeonato Europeo de Patinaje Artístico sobre Hielo de 1951
El XLII Campeonato Europeo de Patinaje Artístico sobre Hielo se realizó en Zúrich (Suiza) del 2 al 4 de febrero de 1951. Fue organizado por la Unión Internacional de Patinaje sobre Hielo (ISU) y la Federación Suiza de Patinaje sobre Hielo.

## Resultados

### Masculino
| Puesto | Nombre        | País                | Puntos |
| ------ | ------------- | ------------------- | ------ |
| Oro    | Hellmut Seibt | Austria             |        |
| Plata  | Horst Faber   | Alemania Occidental |        |
| Bronce | Carlo Fassi   | Italia              |        |

### Femenino
| Puesto | Nombre             | País        | Puntos |
| ------ | ------------------ | ----------- | ------ |
| Oro    | Jeannette Altwegg  | Reino Unido |        |
| Plata  | Jacqueline du Bief | Francia     |        |
| Bronce | Barbara Wyatt      | Reino Unido |        |

### Parejas
| Puesto | Nombre                           | País                | Puntos |
| ------ | -------------------------------- | ------------------- | ------ |
| Oro    | Ria Falk / Paul Falk             | Alemania Occidental |        |
| Plata  | Eliane Steinemann / André Calame | Suiza               |        |
| Bronce | Jennifer Nicks / John Nicks      | Reino Unido         |        |

## Medallero
| Núm. | País                | Oro | Plata | Bronce | Total |
| ---- | ------------------- | --- | ----- | ------ | ----- |
| 1    | Alemania Occidental | 1   | 1     | 0      | 2     |
| 2    | Reino Unido         | 1   | 0     | 2      | 3     |
| 3    | Austria             | 1   | 0     | 0      | 1     |
| 4    | Francia             | 0   | 1     | 0      | 1     |
| 4    | Suiza               | 0   | 1     | 0      | 2     |
| 6    | Italia              | 0   | 0     | 1      | 1     |
|      | TOTAL               | 3   | 3     | 3      | 9     |